# Avenue du Président-John-Fitzgerald-Kennedy (Lille)
Pour les articles homonymes, voir Avenue du Président-John-Fitzgerald-Kennedy.
L'avenue du Président-John-Fitzgerald-Kennedy est une avenue de Lille.

## Situation et accès
L’avenue  située dans le quartier de Lille-Centre au milieu du quartier Saint-Sauveur relie la rue de la Vignette en bordure de la place Gentil Muiron au boulevard Émile-Dubuisson. L’avenue croise la rue Pierre-Mauroy, la rue Saint-Sauveur, est rejoint par les rues du Croquet et des Moulins de Garance à droite, traverse le carrefour de la porte de Tournai à la jonction des rues de Tournai, Gustave Delory et Paul Duez, passe entre la Cité administrative et le bâtiment de chèques postaux et gagne le boulevard Émile-Dubuisson, partie d'une ancienne rocade autoroutière créée en 1956 transformée en boulevard urbain après l'ouverture du périphérique en 1998. 
Elle est desservie par la station de métro Mairie de Lille.
L'avenue qui comporte assez peu de commerces est bordée d'immeubles résidentiels construits au début des années 1960 et d'immeubles administratifs, la Direction régionale des Finances publiques (ancienne Trésorerie), l'hôtel du département, le siège régional de l'INSEE et la Cité administrative. Le square Augustin Laurent, l'école maternelle Wicar (dont le nom rappelle celui de la place Wicar disparue qui était située à proximité) et le Palais des sports bordent également l'avenue.

## Origine du nom
L’avenue dénommée en 1964 rend hommage au Président Kennedy assassiné en 1963.

## Historique

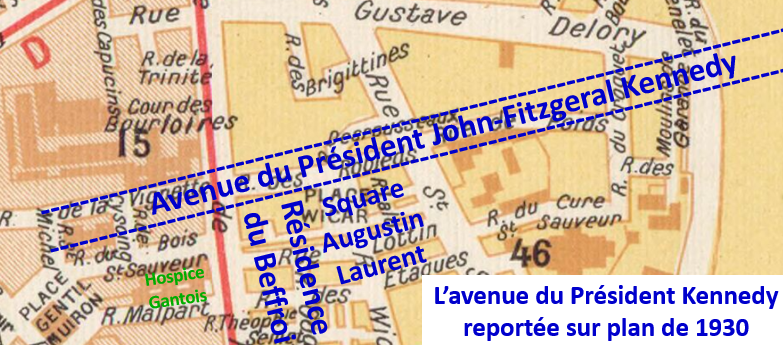
Avenue Kennedy sur plan de 1930

L’avenue est ouverte en 1961 lors de la rénovation du quartier Saint-Sauveur. La création de cette voie avec les vastes immeubles, notamment ceux de la résidence du Beffroi, et le square Augustin Laurent qui la bordent a  fait disparaître des rues datant du Moyen-Âge, quelques-unes partiellement reconstruites à la suite des destructions du siège de 1792.
- Dans l’axe de la rue ou parallèlement
  - la plus grande partie de la rue Vignette de la place Gentil-Muiron à la rue de Paris, n’en laissant subsister qu’un court tronçon, faisant disparaître l’estaminet La Liberté au numéro 21 où fut chantée par la chorale « La Lyre des travailleurs » la première fois  le 23 juillet 1888 l’Internationale sous la direction de son compositeur Pierre Degeyter.
  - la rue du Bois-Saint-Sauveur dont on peut cependant voir l’emplacement entre l'arrière d'un immeuble moderne et le mur de l’hospice Gantois.
  - la rue des Robleds
  - la rue de Poids
  - la rue Lottin
  - la ruelle Jeannette à Vaches
- Perpendiculairement 
  - La rue Saint-Michel le long de la place Gentil-Muiron
  - La rue de Cysoing
  - La place Wicar[1]

L’avenue a également fait disparaître des bâtiments des rues de Paris (notamment le siège du journal Nord Matin au clocheton surmonté d'un coq) et Saint-Sauveur.

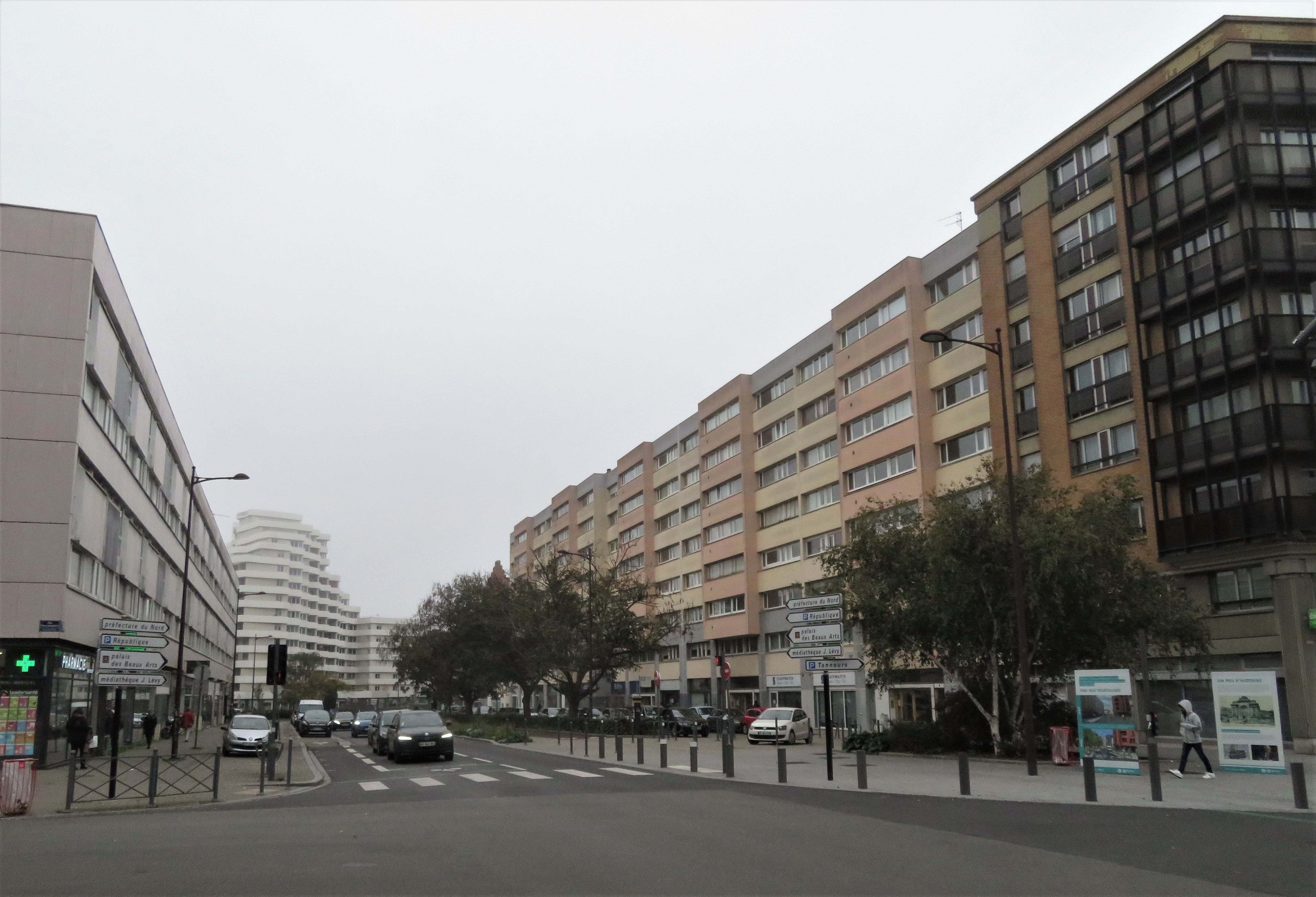
Avenue du Président Kennedy vue de la rue Pierre Mauroy
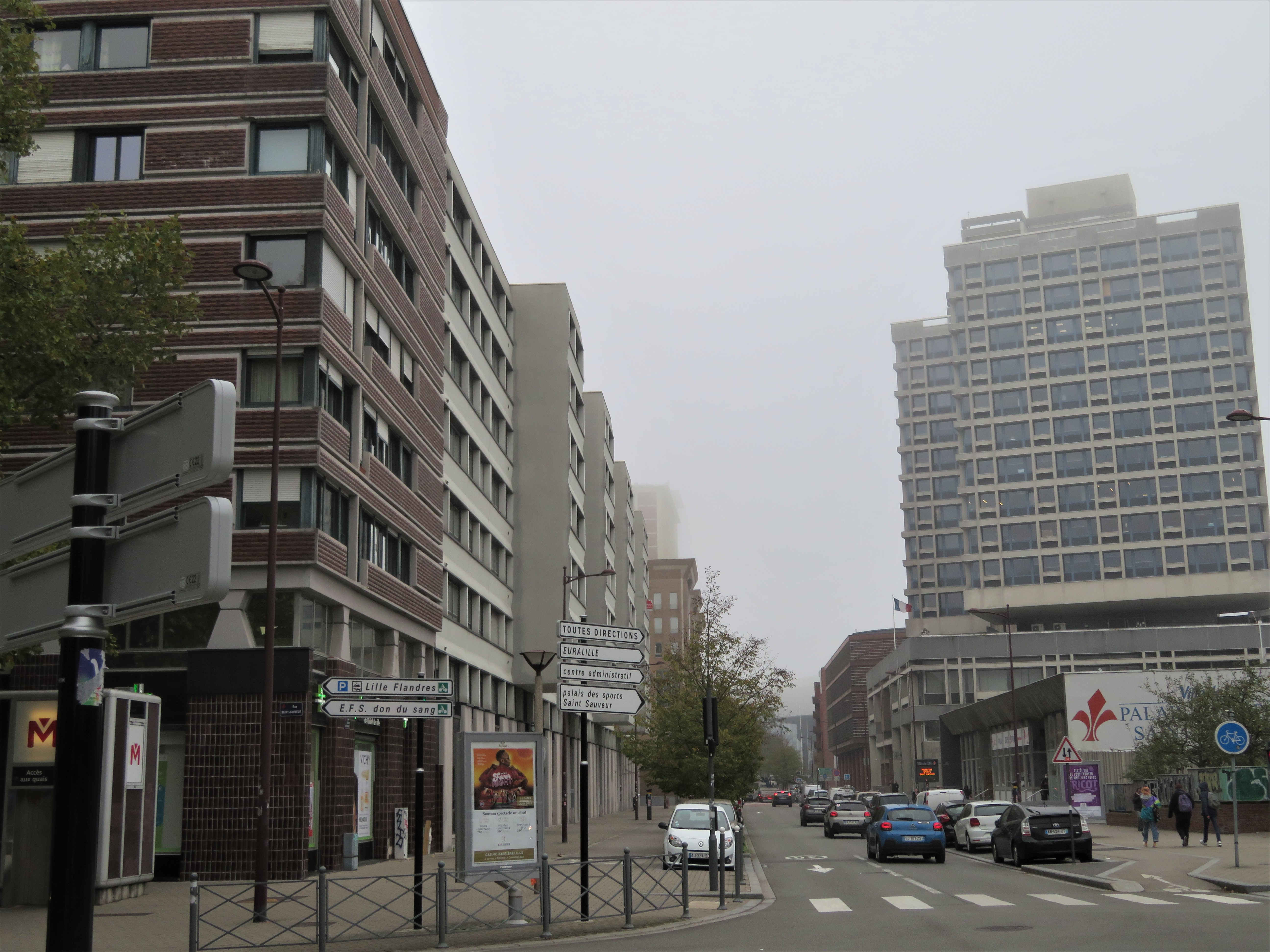
Avenue du Président Kennedy vue de la rue St-Sauveur